# Sylva Kysilková
Sylva Hnátková – Kysilková (14. října 1931, Litoměřice – 19. února 2013, Litoměřice) byla česká horolezkyně.

## Život
Narodila se jako Sylva Smetanová. V Litoměřicích vystudovala dvouletou zdravotní školu a po jejím dokončení pracovala jako pomocná zdravotní sestra. Později vystřídala řadu dalších zaměstnání, působila např. jako figurantka na geodézii či kustodka v litoměřické galerii.
Z prvního manželství s Norbertem Hnátkem se jí v roce 1955 narodil syn Norbert Hnátek, který se také stal horolezcem. S druhým manželem Ing. Zdeňkem Kysilkou se seznámila v roce 1962 v Tatrách. Nejprve byli horolezeckými partnery, později se vzali, ale manželství dlouho nevydrželo.

## Horolezecká kariéra
Přelezla mnoho obtížných výstupů ve Vysokých Tatrách a Alpách. Roku 1958 spolu s Ladislavem Veselým a Milošem Albrechtem v Tatrách zdolala Žlutou stěnu tzv. Korosadowiczovou cestou.
Byla průkopnicí lezení v samostatném ženském družstvu a s horolezkyněmi Alenou Čudovou a Věrou Juránkovou podnikla v Tatrách nejtěžší ženské výstupy své doby, často první ženské zimní výstupy, např. Stanislawského komín (Weberovku) v severní stěně Malého Kežmarského štítu a zimní přechod hlavního hřebene.
V roce 1966 vylezla severní stěnou Matterhornu a v roce 1976 spolu s Jiřím Šmídem, Josefem Rybičkou a Petrem Placheckým vytvořila v severní stěně Eigeru novou cestu nazvanou Československá direttissima. Tímto výstupem její vrcholové lezení v Alpách skončilo, v roce 1991 se tam ještě naposledy vrátila jako účastnice setkání horolezců Climb for the World. Na vrcholu Eigeru se tehdy setkalo asi 40 nejznámějších horolezců světa, Sylva se tímto způsobem s Alpami rozloučila.
Na pozvání polské horolezkyně Wandy Rutkiewiczové se zúčastnila ženské expedice do Himalájí, jejímž cílem bylo zdolat Gašerbrum III (7 952 m n. m.). Během výstupu se však vyčerpala a postihla ji horečka, proto se musela vrátit do základního tábora. 
Slezla také mnoho těžkých cest v českých i německých pískovcových skalách. K jejím nejnáročnějším výstupům patří Höllenhund v Německu, v Čechách pak výstup Smítkovou cestou na Rakev v Příhrazech.

### Zajímavosti
- Aby zdolala alpský vrchol z jiné země, než do které měla vízum, několikrát ilegálně překročila hranice (z Rakouska do Itálie nebo do Švýcarska). Někdy svůj pobyt protáhla přes stanovenou dobu, proto jí byl na nějakou dobu odebrán cestovní pas.
- Po neúspěšném pokusu o zdolání Gašerbrumu III se v táboře setkala s italským horolezcem Reinholdem Messnerem, který měl potíže s obuví, proto mu Sylva nabídla ty své. Messner v nich pak provedl prvovýstup na Gašerbrum I a Sylvě později poslal boty úplně nové.
- Pilot letadla, s kterým odlétala z Himalájí, si vyslechl její příběh a celé pohoří s ní aspoň obletěl.[1]

## Ocenění
- Roku 1976 obdržela titul mistra sportu v horolezectví (odznak věnovala do sbírky litoměřické galerie).
- Dvakrát byla oceněna výstupem roku.

## Výstupy
- prvovýstup východní stěnou, VI, A4, Skoruší Mních, Jariabkova veža, Vysoké Tatry
- 1962: Direttissima, S stěna, Prostredný hrot, Vysoké Tatry; I. Bajo, S. Kysilková, Z. Kysilka
- 1966: Cesta Schmidů, S stěna, Matterhorn, Walliské Alpy; S. Kysilková, G. Bauer, M. Takada
- 1976: Československá diretissima, S stěna, Eiger, Bernské Alpy; S. Kysilková, P. Plachecký, J. Rybička, J. Šmíd – předtím se o stěnu pokoušela deset let třikrát klasickou cestou